# دانشکده داروسازی شهید بهشتی
دانشکده داروسازی دانشگاه علوم پزشکی شهید بهشتی یکی از دانشکده‌های داروسازی ایران وابسته به دانشگاه علوم پزشکی شهید بهشتی در تهران است.

## تاریخچه
دانشکده داروسازی شهید بهشتی در سال ۱۳۶۶ بنیان‌گذاری شد. هم‌اکنون ریاست این دانشکده را دکتر حسین وحیدی برعهده دارد.